# Hélio Gracie
Hélio Gracie (Belém do Pará, 1 de outubro de 1913 – Petrópolis, 29 de janeiro de 2009) foi o patriarca da família Gracie. Foi responsável pela difusão do Jiu-Jitsu no Brasil e idealizador do estilo de arte marcial brasileira conhecido como Jiu-jitsu brasileiro. Hélio Gracie foi grão-mestre em jiu-jitsu brasileiro, faixa vermelha 10º grau.
Considerado o "Padrinho do Jiu-Jitsu Brasileiro", segundo seu filho Rorion, Gracie é um dos primeiros heróis esportivos da história do Brasil; ele foi nomeado Homem do Ano em 1997 pela revista americana de artes marciais Black Belt.  Patriarca da família Gracie, vários membros de sua família seguiram carreiras de sucesso em competições de esportes de combate, incluindo artes marciais mistas (MMA).

## Biografia
Gracie nasceu em 1º de outubro de 1913, em Belém, Brasil. Ao contrário do que se acredita, ele era um atleta talentoso e treinava e competia em remo e natação desde a infância. Ele teve seu primeiro contato com artes marciais aos 16 anos, quando começou a treinar judô (na época comumente chamado de "Kano jiu-jitsu" ou simplesmente "jiu-jitsu"), com seus irmãos Carlos e George. Ele também aprendeu catch wrestling com o renomado Orlando Americo "Dudú" da Silva, que por um tempo ensinou seus irmãos.

Observador, Hélio passou a acompanhar, dos seus treze aos dezesseis anos, as aulas ministradas por Carlos. Aprendeu todas as técnicas e ensinamentos de seu irmão, mas, percebeu, que mesmo sabendo a teoria, seria difícil executá-las devido à sua fraqueza. Consequentemente ele passou a adaptar a arte marcial para seus atributos físicos, e aprendeu a maximizar a alavanca, assim minimizando a força que seria necessária para executar as técnicas. Com esses experimentos, Jiu-Jitsu Gracie, mais tarde conhecido como Jiu-jitsu brasileiro (ou Brazilian Jiu-Jitsu em inglês) foi criado. 

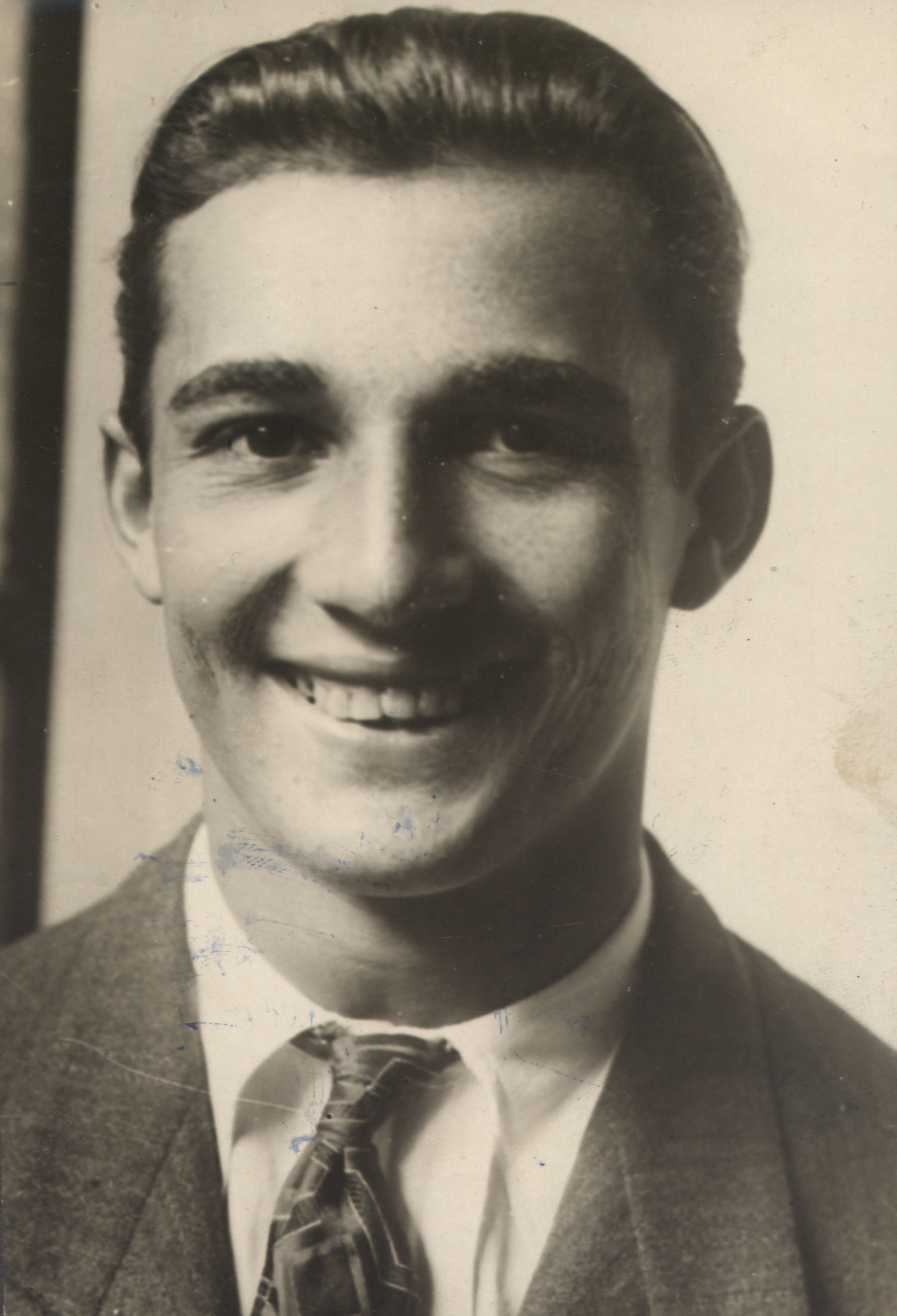
Hélio Gracie (1932). Arquivo Nacional.

Quando completou 16 anos de idade, Hélio Gracie encontrou a oportunidade de ensinar o jiu-jitsu tradicional. Um diretor do Banco do Brasil, Mario Brandt, chegou para uma aula privada na original Academia Gracie no Rio de Janeiro, como estava marcado. Carlos Gracie, que era quem dava as aulas chegaria tarde e não estaria presente. Hélio então ofereceu-se para dar aula ao rapaz. Mais tarde quando Carlos chegou pedindo desculpas pela demora, o estudante afirmou que não havia problema, mas que gostaria de agora em diante receber aulas de Hélio. Carlos concordou com o pedido e então Hélio se tornou um instrutor na academia.
Usando essas novas técnicas, um praticante menor e mais fraco ganharia a capacidade de se defender e até derrotar oponentes mais fortes. Carlos e Hélio Gracie trouxeram um novo olhar para o jiu-jitsu, assim como seus compatriotas trouxeram uma abordagem especial e inovadora para o futebol.
Além de treinar com seus irmãos, Gracie aprendeu mais judô com Sumiyuki Kotani e o pioneiro do judô argentino Chugo Sato. Ele também pode ter recebido treinamento de um praticante chamado Hiraichi Tada.
Nos anos 1930, Hélio Gracie frequentou o núcleo de Ipanema da Ação Integralista Brasileira, sendo um membro ativo e considerado uma referência para o grupo.

## Primeiras lutas
Gracie começou sua carreira de lutador profissional aos 18 anos contra o boxeador Antonio Portugal. A luta ocorreu na preliminar de um evento de "jiu-jitsu vs. boxe" em 16 de janeiro de 1932, a qual o judoca Geo Omori derrotou o boxeador Tavares Crespo. Gracie venceu sua luta por finalização em pouco tempo, provavelmente com um armlock em 40 segundos. Portugal às vezes é incorretamente apresentado como um campeão de boxe. Sua segunda luta foi em uma exibição de jiu-jitsu contra Takashi Namiki, em setembro. Como Namiki tinha uma vantagem de peso de 7 kg e era natural do Japão, assim como a arte do jiu-jitsu, esperava-se que ele derrotasse Gracie. Namiki dominou a luta, mas Gracie não foi derrotado, resultando em um empate após várias rodadas.
Em 1934, Hélio Gracie enfrentou o veterano polonês Wladek Zbyszko em uma luta legítima no Estádio Brasil, no Rio de Janeiro. Enquanto a luta livre profissional no país era dominada por exibições combinadas, Hélio se destacava por aceitar apenas combates autênticos. Com 20 anos e 63,5kg, enfrentou Zbyszko, que tinha 41 anos e pesava 99,8kg, em uma luta sem barreiras composta por dois rounds de 20 minutos, onde apenas finalizações contavam. Hélio puxou para a guarda e neutralizou as investidas do adversário durante todo o combate, que terminou sem vencedor. Embora vaiada pelo público acostumado a lutas coreografadas, a performance de Hélio foi significativa, demonstrando a eficácia do jiu-jitsu contra um oponente muito mais experiente e fisicamente superior. 

## Lutas contra wrestlers
Também em 1932, Gracie enfrentou o catch wrestler Fred Ebert em 6 de novembro. Foi seu maior desafio até aquele momento, pois Ebert era 29 kg mais pesado e um renomado lutador de luta livre, e a luta não teria limite de tempo.  Gracie estava confiante, afirmando que finalizaria Ebert rapidamente.  No entanto, a luta durou quase duas horas e foi interrompida pela polícia, a critério dos promotores, pois nenhum dos lutadores estava progredindo ou avançando de posição. Essa luta é às vezes registrada como um combate de vale-tudo, mas foi realizada sob regras apenas de grappling.

Em 1932 Hélio Gracie lutou contra o judoca Namiki. A luta terminou empatada, mas segundo a família Gracie o sinal do fim da luta tocou segundos antes que Namiki batesse o braço. Hélio enfrentou duas vezes o judoca japonês Yasuichi Ono, depois que o japonês estrangulou o irmão George Gracie em outra luta. Ambas as lutas terminaram empatadas. Hélio Gracie também lutou contra o judoca japonês Kato duas vezes. A primeira luta, no estádio do Maracanã terminou empatada. Hélio pediu então uma segunda luta, realizada no ginásio do Ibirapuera, em São Paulo. Hélio ganhou a segunda luta estrangulando Kato.

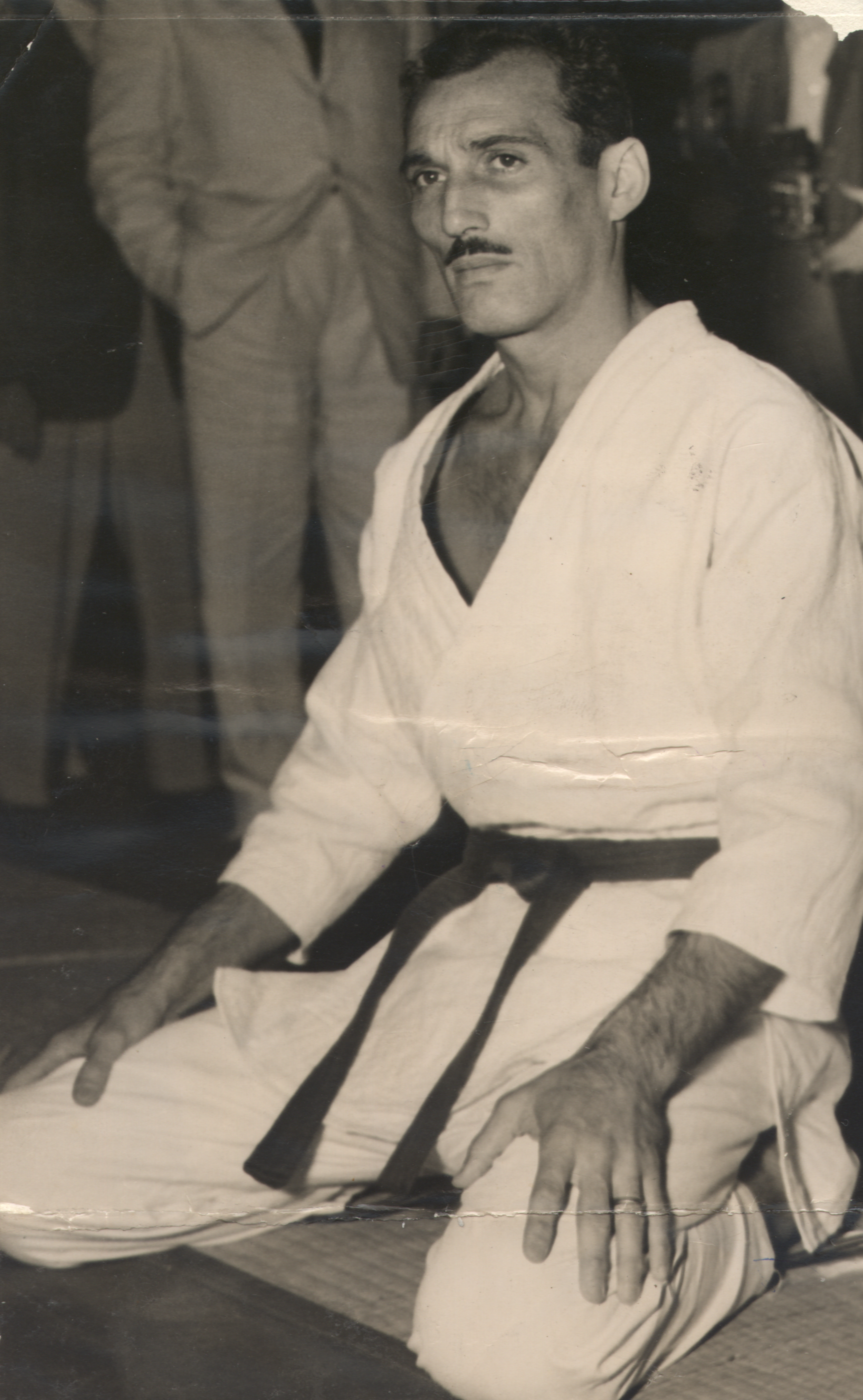
Hélio Gracie (1952). Arquivo Nacional.

Em 1951, Hélio Gracie lutou contra o judoca Masahiko Kimura no Maracanã. Kimura ganhou usando uma chave de braço chamada ude-garami - que mais tarde seria chamada de kimura pelos gracies. Em 1994, durante uma entrevista, Hélio Gracie admitiu que ficou inconsciente ao ser estrangulado por Kimura, mas que reviveu e continuou lutando. A luta terminou com Kimura aplicando a chave no braço esquerdo de Hélio, que se recusava a "bater" (desistir da luta). Seus técnicos então jogaram a toalha, terminando a luta. Outras fontes mencionam que o braço de Hélio foi quebrado, mas segundo fotos tiradas no vestiário, após a luta, e por depoimento do próprio, ficou com o braço dolorido, mas não quebrado. 
Um texto escrito por Kimura relata o fato:
"Hélio me agarrou pelas duas lapelas, e me atacou com um O-soto-gari e Kouchi-gari. Mas ele não me moveu nem um pouco. Agora era minha vez. Eu o joguei no ar por O-uchi-gari, Harai goshi, Uchi-mata, Ippon-seoi. Por volta de 10 minutos de luta, eu o lancei por O-soto-gari. Eu planejava causar uma concussão. Mas já que o tatame era muito macio não teve muito efeito nele. Enquanto continuava a lançá-lo, estava pensando em um modo de finalizar. Eu o arremessei por O-soto-gari novamente. Assim que Hélio caiu, eu o imobilizei por Kuzure-kami-shiho-gatame. Eu mantive por dois ou três minutos, e então tentei sufocá-lo pela barriga. Hélio balançava sua cabeça tentando respirar. Ele não aguentava mais, e tentou empurrar meu corpo esticando seu braço esquerdo. Nesse instante, eu agarrei seu pulso esquerdo com minha mão direita, e torci seu braço. Apliquei Udegarami. Eu pensei que ele iria desistir imediatamente. Mas Hélio não bateu no tatame. Não tive escolha a não ser continuar a torcer o seu braço. O estádio silenciou. O osso de seu braço estava se aproximando do ponto de quebrar. Finalmente, o som do osso quebrando ecoou no estádio. Ainda assim Hélio não desistiu. Seu braço esquerdo já estava inutilizado. Sob essa regra, eu não tinha outra escolha a não ser torcer o seu braço novamente. Tinha muito tempo ainda sobrando. Eu torci o seu braço esquerdo novamente. Outro osso quebrou. Hélio ainda não bateu. Quando tentei torcer o braço novamente, uma toalha branca foi jogada. Venci por TKO (nocaute técnico). Minha mão foi erguida. Japoneses brasileiros correram para a arena e me ergueram. Por outro lado, Hélio deixava seu braço esquerdo pendendo e parecia muito triste, resistindo a dor." 
Em 1934, Gracie enfrentou outro praticante de jiu-jitsu chamado Miyaki. Este último (cujo primeiro nome é desconhecido) foi anunciado como faixa-preta de judô, embora tivesse apenas uma luta profissional, uma derrota contra o lutador profissional Robert Ruhmann.  Geralmente, ele é identificado como o famoso judoca e lutador de catch wrestling Taro Miyake, uma teoria possivelmente iniciada por Mark Hewitt em seu livro Catch Wrestling: A Wild and Wooly Look at the Early Days of Pro Wrestling in America (2005). No entanto, Miyake tinha 54 anos e pesava 90 kg na época, enquanto as estatísticas oficiais de Miyaki indicavam cerca de 20 anos e 64 kg, e material fotográfico parece apoiar que eram pessoas diferentes.
De qualquer forma, Gracie passou os primeiros 20 minutos da luta na guarda antes de subir para a montada. Ele então aplicou um estrangulamento com o quimono, ao qual Miyaki não se rendeu, fazendo o japonês desmaiar para a vitória.
Em 28 de julho, Gracie enfrentou o renomado lutador profissional Wladek Zbyszko, que, assim como Ebert, tinha uma vantagem de peso de 40 kg (embora fosse 22 anos mais velho) e era anunciado como campeão mundial. Embora a luta fosse promovida como um desafio de "catch-as-catch-can vs. jiu-jitsu", ela foi disputada sob regras de jiu-jitsu, incluindo quimonos e um limite de tempo de 20 minutos. Foi um confronto sem grandes eventos; Gracie puxou para a guarda no início e eles passaram o resto da luta nessa posição, terminando em empate. Ainda assim, foi considerada uma vitória moral para Gracie por não ter sido finalizado pelo maior Wladek. O próprio lutador elogiou a coragem e resistência de Gracie.
O próximo oponente de Gracie foi seu ex-professor, Orlando Americo "Dudú" da Silva, que havia derrotado o irmão de Hélio, George, em uma luta de catch wrestling no início de 1935. A luta deles foi estipulada como um combate de vale-tudo com limite de 20 minutos em 2 de fevereiro. Durante a luta, os dois trocaram socos antes de Dudú, 20 kg mais pesado, derrubar Gracie. Gracie se defendeu na guarda, mas Dudú aplicou um forte castigo com golpes no chão, quebrando o nariz de Gracie com uma cabeçada e fazendo-o sangrar muito. No entanto, o lutador gastou toda sua energia no ataque, permitindo que Gracie contra-atacasse gradualmente com socos curtos por baixo. Quando voltaram a ficar de pé por ordem do árbitro, Gracie acertou dois chutes laterais, do tipo chamado pisão na capoeira, e o exausto Dudú se rendeu verbalmente logo após.

## Lutas contra judocas
Após a luta contra Dudú, Gracie foi desafiado pelo judoca de 5º dan Yasuichi Ono para outro combate de vale-tudo. Isso gerou grande animosidade do lado dos Gracie, pois Ono havia derrotado George Gracie por estrangulamento em uma luta de jiu-jitsu. Chamando Ono de "cretino" em uma entrevista para um jornal, Gracie afirmou aceitar o desafio, e a luta foi marcada para abril de 1935, mas foi cancelada quando Gracie desistiu. Eventualmente, Gracie aceitou lutar contra Ono, mas apenas sob as regras do jiu-jitsu, sem pontos ou juízes, em dezembro. Ele também compareceu à luta vestindo um judogi com mangas muito curtas para dificultar as pegadas.
O confronto viu Ono, embora 4 kg mais leve que Gracie, executar exatamente 32 arremessos de judô em Gracie ao longo da luta, além de quase finalizá-lo com um juji-gatame na primeira rodada. No entanto, Gracie não desistiu e escapou de todas as tentativas de finalização, incluindo uma em que mergulhou para fora do ringue para evitar um estrangulamento (uma ação legal na época), e até teve suas próprias tentativas modestas de finalização, como uma chave de braço e um estrangulamento com o quimono perto do fim. Após 20 minutos, a luta terminou em empate.
Em 13 de junho de 1936, Gracie enfrentou o judoca Takeo Yano, parceiro de treino de Ono, que também havia dominado George Gracie no ano anterior em um empate por tempo. Novamente, Gracie exigiu uma luta sem juízes e usou um judogi modificado, e seu irmão Carlos previu que Yano não duraria um único round. De fato, Gracie mostrou melhorias, ameaçando Yano com um estrangulamento com o quimono no segundo round, mas Yano arremessou e derrubou Gracie repetidamente ao longo dos três rounds, e a luta terminou em empate. Ono desafiou Gracie para uma revanche futura após a luta, e Gracie aceitou. No mesmo mês, Gracie esteve envolvido em um desafio que consistia em enfrentar três oponentes na mesma noite, sendo eles Geroncio Barbosa, Manuel Fernandes e Simon Munich, mas Gracie desistiu antes do evento e foi substituído por seu irmão George.
Em 12 de setembro, Gracie enfrentou um lutador 2 kg mais pesado chamado Massagoishi. Ele foi apresentado como lutador de sumô e faixa-preta de judô, embora Takeo Yano tenha expressado ceticismo sobre a segunda alegação. Gracie finalizou Massagoishi com uma chave de braço após 13 minutos de luta. No entanto, a luta foi criticada pela imprensa, que a chamou de "comédia e farsa" devido ao desempenho abaixo das expectativas de Gracie e seu oponente. A Federação Brasileira de Pugilismo chegou a suspender Massagoishi por sua inatividade durante a luta.
Gracie enfrentou Yasuichi Ono pela segunda vez em 3 de outubro de 1936, novamente sob as regras do jiu-jitsu e sem pontos ou juízes. A imprensa e os críticos foram unânimes em destacar a melhora de Hélio em relação ao primeiro confronto, embora Ono tenha novamente arremessado Gracie 27 vezes e controlado a maior parte da luta. Por volta dessa época, Gracie teve outra revanche, contra Orlando Americo da Silva, sob regras apenas de luta no chão. Gracie perdeu a luta ao ser desqualificado por usar uma técnica proibida. Gracie também enfrentou Erwin Klausner em 1937. Klausner era principalmente um boxeador (embora também conhecido como lutador de luta livre), mas a luta foi disputada sob as regras usuais do jiu-jitsu. Gracie venceu por chave de braço no segundo round.
Em 1937, Gracie se aposentou das competições pela primeira vez. Ele não lutou novamente até 1950. No ano de seu retorno, Gracie desafiou o famoso campeão de boxe Joe Louis para uma luta de vale-tudo durante uma de suas visitas ao Brasil, mas Louis recusou e propôs uma luta de boxe, que Gracie rejeitou..

## Gracie vs. Kimura
Em 1951, Gracie lançou um desafio contra o judoca e lutador profissional Masahiko Kimura. Para enfrentá-lo, Gracie primeiro lutou contra um membro menos conhecido da trupe de Kimura, Yukio Kato. Gracie e Kato empataram em 6 de setembro de 1951, com Kato imediatamente pedindo uma revanche. Ela ocorreu em 29 de setembro, e Gracie venceu ao estrangular seu oponente. Embora a vitória tenha sido controversa, a luta contra Kimura foi realizada, ocorrendo em 22 de outubro. Kimura derrotou Gracie com gyaku-ude-garami no segundo round de forma convincente. O gyaku-ude-garami passou a ser conhecido como Kimura lock.

## Academia Gracie vs Academia Fadda
Oswaldo Fadda representa uma linhagem de jiu-jitsu brasileiro não-Gracie. Ele foi treinado por Luiz França, que foi aluno de Mitsuyo Maeda na mesma época que Carlos e Hélio Gracie. Fadda era conhecido por treinar os pobres no Rio de Janeiro e pelo uso de chaves de perna, que os Gracie consideravam de baixa classe. Ele formou vários alunos e desafiou a academia dos Gracie em 1953. A academia de Fadda venceu a maioria das lutas.

## Gracie vs. Santana
Em 1955, Gracie foi desafiado por Valdemar Santana, um ex-aluno de sua academia que agora treinava e lutava sob a gestão de Carlos Renato e Haroldo Brito. As razões pelas quais Santana deixou a equipe Gracie são incertas; uma delas é que ele foi expulso por participar de uma luta de luta livre profissional, algo proibido para os lutadores dos Gracie, enquanto outra conta que Santana acidentalmente inundou a academia de Gracie enquanto fazia tarefas de limpeza. Gracie aceitou o desafio de uma luta de vale-tudo, apesar de Santana ser 16 anos mais jovem e 27 kg mais pesado.
Eles lutaram em maio, ambos usando um quimono de jiu-jitsu. A luta durou quase quatro horas.  possivelmente três horas e 40 minutos.  Gracie defendeu-se da guarda durante a maior parte da luta, aplicando cotoveladas na cabeça e chutes com o calcanhar nas costas, enquanto seu oponente desferia socos através da guarda. Após um longo tempo de luta, Gracie acabou se cansando, e Santana assumiu o controle com cabeçadas e mais golpes. No final, Santana levantou Gracie e o jogou no tatame, em seguida acertando um chute de futebol na cabeça de Gracie, que estava ajoelhado. Gracie foi nocauteado, e seus corners jogaram a toalha.
Embora o veterano de luta livre Euclydes Hatem tenha desafiado Gracie após a luta, o confronto com Santana foi a última luta de Gracie antes de sua aposentadoria.

## Gracie e Rufino Dos Santos
A disputa entre o irmão de Gracie, Carlos, e Manoel Rufino dos Santos intensificou-se após Rufino vencer Carlos em uma luta pública em agosto de 1932. Posteriormente, o conflito passou para os jornais, onde Rufino criticou as habilidades de Carlos e desdenhou suas credenciais no jiu-jitsu, levando Carlos, George e Hélio Gracie a agredi-lo em frente ao seu local de ensino no Tijuca Tênis Clube em 18 de outubro. Eles o golpearam repetidamente com uma caixa de aço e o imobilizaram para que Carlos aplicasse uma chave de braço, deslocando o ombro de Rufino tão gravemente que foi necessária uma cirurgia.   Os irmãos foram presos e condenados a dois anos e meio de prisão por agressão, além de tentativa de fuga durante a prisão, mas suas conexões com o presidente do Brasil, Getúlio Vargas, garantiram-lhes um perdão.

## Vida Posterior
O filho de Gracie, Rorion Gracie, esteve entre os primeiros membros da família Gracie a trazer o Jiu-Jitsu Gracie para os Estados Unidos. Royce Gracie, irmão mais novo de Rorion, tornou-se o primeiro campeão do UFC na história da organização; Hélio orientou Royce de fora do cage no UFC 1 e UFC 2. 

## Morte
Gracie faleceu na manhã de 29 de janeiro de 2009, durante o sono, em Itaipava, na cidade de Petrópolis, Rio de Janeiro. A causa da morte, relatada pela família, foi por causas naturais. Ele tinha 95 anos e estava ensinando/treinando no tatame até 10 dias antes de sua morte, quando adoeceu. 

## Vida pessoal
Gracie foi casado com Margarida por 50 anos.  Como Margarida não podia ter filhos, durante o casamento Gracie tornou-se pai de três filhos (Rickson, Rorion e Relson) com a babá Isabel "Belinha" Soares e de quatro filhos (Royler, Rolker, Royce e Robin) e duas filhas (Rerika e Ricci) com Vera. Após a morte de Margarida, ele se casou com Vera, que era 32 anos mais jovem que ele. Gracie foi avô de vários faixas-pretas de jiu-jitsu, incluindo Ryron, Rener, Ralek, Kron e Rhalan.
Em seus últimos anos, Gracie foi citado dizendo: "Nunca amei nenhuma mulher porque o amor é uma fraqueza, e eu não tenho fraquezas." 
Gracie foi membro do movimento brasileiro Integralismo, que surgiu no Brasil em 1932. Atualmente, muitos membros da família Gracie também são próximos do ex-presidente brasileiro Jair Bolsonaro, que recebeu uma faixa-preta honorária de Robson Gracie em 2018,  embora alguns membros da família tenham sido associados à esquerda durante o período da Ditadura Brasileira.